# Świdnica Polska
Świdnica Polska (deutsch Polnisch Schweinitz, 1939–1945 Schweinitz b. Kanth) ist ein Ort in der Landgemeinde Kostomłoty im Powiat Średzki der Woiwodschaft Niederschlesien in Polen.

## Lage

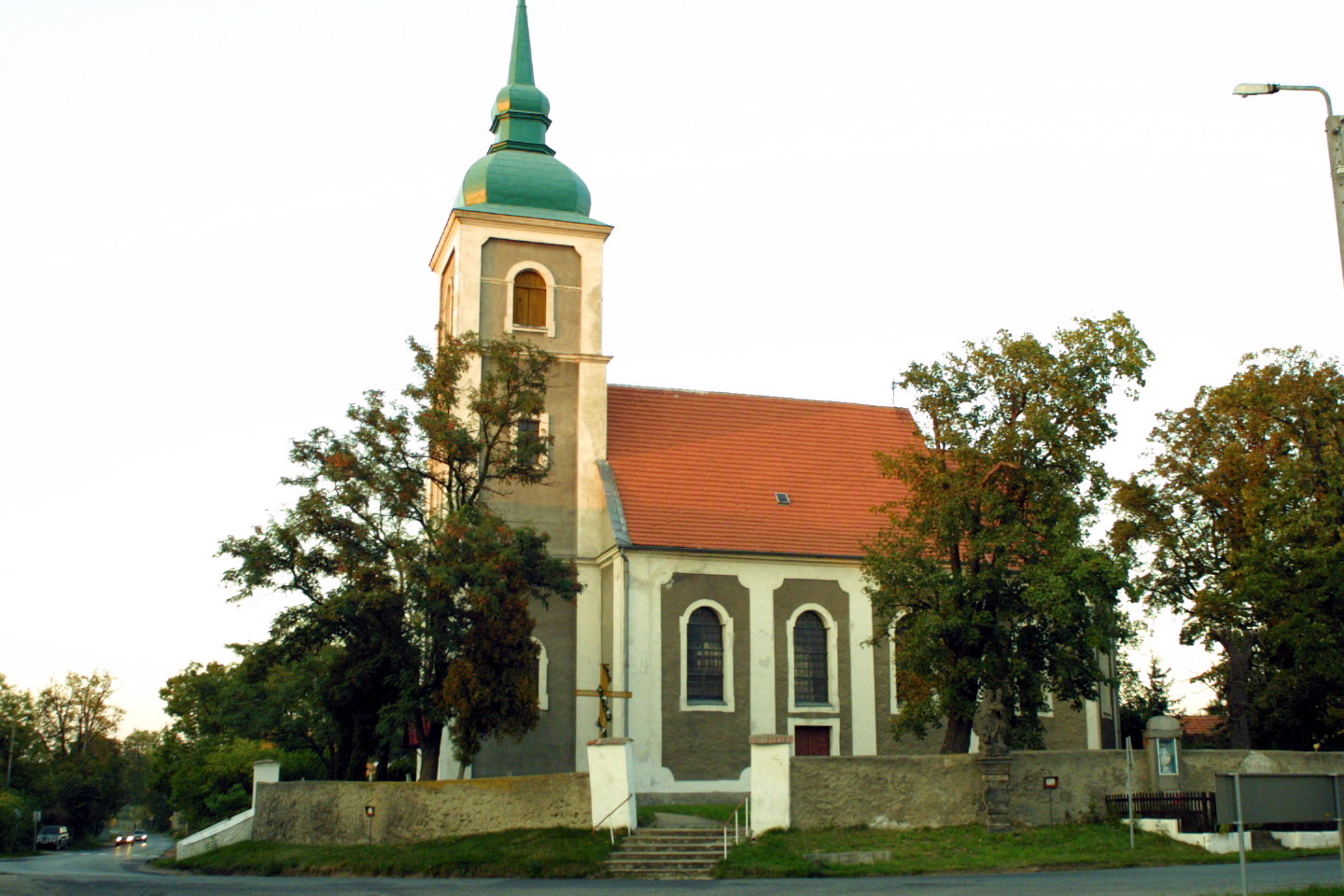
Pfarrkirche St. Hedwig

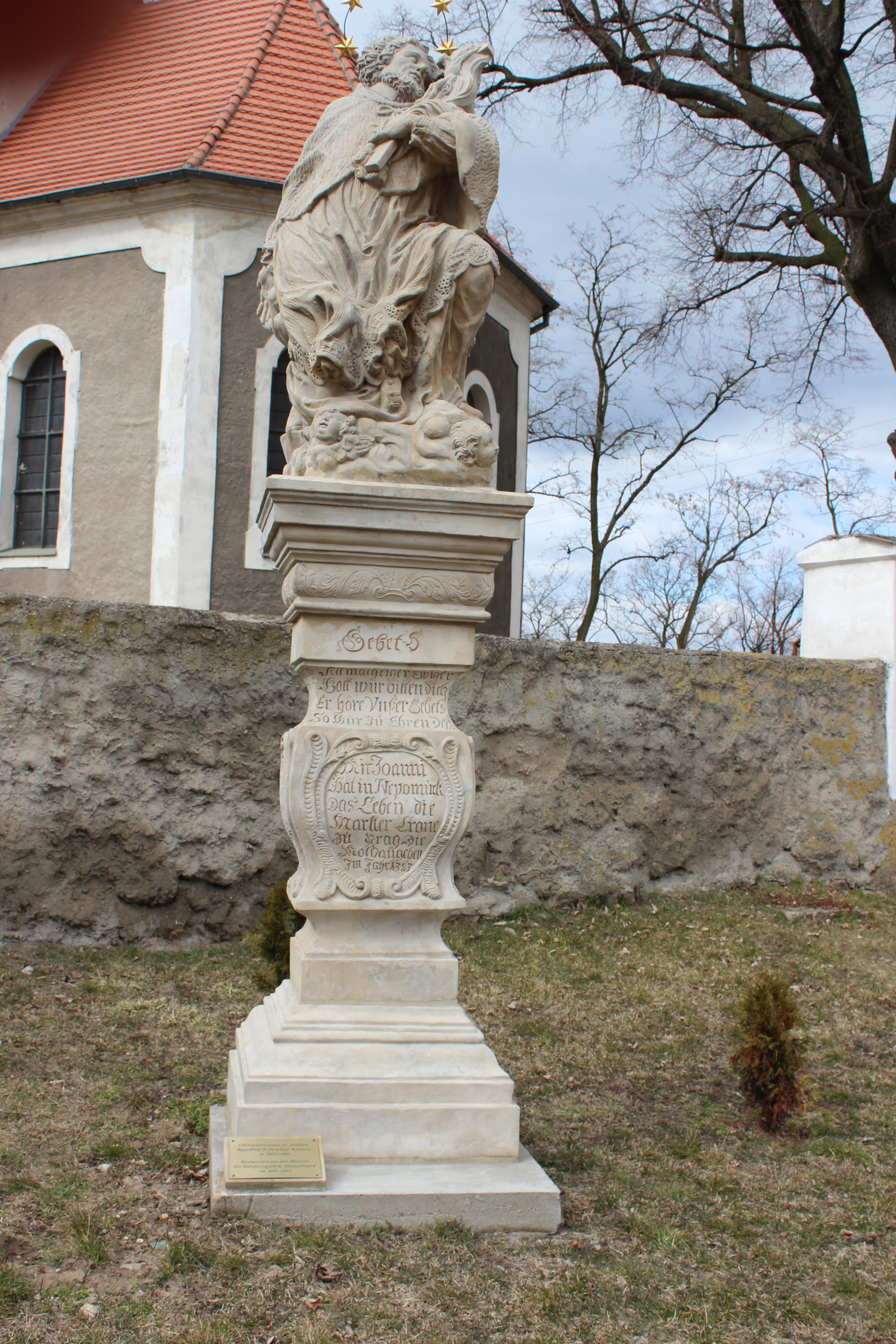
Nepomuksäule

Nachbarorte sind Czechy (Tschechen, 1939–1945 Erlenhain) im Westen, Szymanowice (Schönbach) im Süden, Sikorzyce (Meesendorf) im Nordosten und Wilków Średzki (Wilkau) im Südosten.

## Geschichte
Die erste urkundliche Erwähnung stammt aus dem Jahr 1245. 1329 erscheint der Ort in einer Urkunde bereits unter dem eingedeutschten Namen "Polnischesweidnicz". Im Breslauer Zehntregister Liber fundationis episcopatus Vratislaviensis des päpstlichen Nuntius Galhardus von 1335 wird auch erstmals die „ecclesia de Svidnicz“ erwähnt, sowie 1353 die Kirche mit drei Pfarrhufen. Grundherr war bis zur Säkularisation das Domstift Breslau bzw. das Domvikariatsamt Breslau, darauf das königliche Domänenamt Neumarkt. 
Nach dem Ersten Schlesischen Krieg fiel Polnisch Schweinitz 1741/42 mit dem größten Teil Schlesiens an Preußen. Die alten Verwaltungsstrukturen wurden aufgelöst und Polnisch Schweinitz in den Kreis Neumarkt eingegliedert, mit dem es bis 1945 verbunden blieb. 1845 zählte das Dorf 41 Häuser, eine dem Baron von Wilamowitz-Möllendorf und seiner Ehefrau gehörende Erbscholtisei, acht Bauerngüter, elf Freistellen, ein Kretscham, ein Schmied, eine Häuslerstelle, ein Hirtenhaus, eine Windmühle, 326 überwiegend katholische Einwohner (20 evangelisch), eine katholische Pfarrkirche mit Pfarrwiedmuth unter königlichem und fürstbischöflichen Patronat, eine katholische Schule mit einem Lehrer unter Kollatur der Grundherrschaft, evangelische Kirche zu Rackschütz, acht Handwerker und drei Händler. 1939 erfolgte die Umbenennung in Schweinitz b. Kanth.
Als Folge des Zweiten Weltkriegs fiel Schweinitz 1945 mit fast ganz Schlesien an Polen und wurde in Świdnica Polska umbenannt. Die einheimische deutsche Bevölkerung wurde, soweit sie nicht vorher geflohen war, weitgehend vertrieben. Die neu angesiedelten Bewohner waren teilweise Zwangsumgesiedelte aus Ostpolen, das an die Sowjetunion gefallen war.
Von 1975 bis 1998 gehörte Świdnica Polska zur Woiwodschaft Breslau.

## Sehenswürdigkeiten
- Die römisch-katholische Pfarrkirche St. Hedwig (polnisch Kościół św. Jadwigi) wurde 1749 im Barockstil an Stelle eines hölzernen Vorgängerbaues errichtet.[3] Das einschiffige Langhaus wurde 1885 um einen neubarocken Kirchturm erweitert.[4] Die Kirche ist von einem Friedhof mit Umfassungsmauer umgeben.
- Eingemauertes Sühnekreuz
- Säule von 1722 mit dem böhmischen Landesheiligen Johannes Nepomuk.